# Ramón Ramírez
Jesús Ramón Ramírez Ceceña (Tepic, 5 dicembre 1969) è un ex calciatore messicano, di ruolo centrocampista.

## Carriera

### Club
Ramón Ramírez muove i primi passi nel calcio professionistico con la squadra messicana del Santos Laguna, debuttando nel 1990, e nel 1991 ottenne la prima convocazione in nazionale.
Nella stagione 1991-92 durante una partita contro l'América, in seguito ad un intervento di un difensore, Ramírez si frattura la tibia e il perone. Questo fece sì che non potesse prendere parte all'Olimpiade di Barcellona 1992. Perse momentaneamente il posto in nazionale e la sua forma calò in seguito al lungo periodo di riabilitazione. Il suo ritorno al calcio internazionale avvenne nel 1993. Nel 1994, all'ultima stagione nel Santos Laguna, raggiunge le finali del campionato messicano di calcio perdendo contro gli UAG Tecos.
Nel 1994 si trasferisce ai Chivas Guadalajara. Proprio con questa squadra Ramirez raggiunge la piena maturità della sua carriera, e nel 1997 riesce anche a vincere il campionato nazionale. Nel 1998 raggiunge nuovamente la finale con il Guadalajara giocando contro il Necaxa, perdendo. Nel 1999, viene ufficializzato il suo passaggio all'América.
Nell'estate del 1999 passa ai Tigres UANL. In questa squadra non indossò il suo abituale numero 7 (che era stato ritirato in onore del calciatore peruviano Gerónimo Barbadillo nel 1982). Dopo il periodo di scarsa forma, Ramírez ritrova la nazionale. Nella stagione del 2001, giocò un'altra finale nazionale, stavolta perdendo contro il Pachuca.
Nell'estate del 2002 torna al Chivas Guadalajara, raggiungendo la finale nel 2004, perdendo ai rigori contro i Pumas UNAM. Dopo questa stagione, passa ai gemellati Chivas USA.
In questa squadra, da capitano, Ramirez si ritira nel 2007.

### Nazionale
Nel 1991 è stato convocato per la prima volta, e dopo l'infortunio del 1993, è stato convocato regolarmente fino al 2000.
Ha partecipato per la prima volta a una competizione internazionale di rilievo in occasione della Copa América 1993, tenutasi in Ecuador.
Ramirez ha preso parte anche a Stati Uniti 1994, giocando da terzino sinistro, e alla Copa América 1995.
Nel 1998, dopo aver mancato la partecipazione alla Copa América 1997, viene convocato per prendere parte a Francia 1998.

## Palmarès

### Club

#### Competizioni nazionali
- Campionato messicano: 1

Chivas: Verano 1997

### Nazionale
- Gold Cup: 3

1993, 1996, 1998
- Confederations Cup: 1

1999